# Храм Всех Святых (Серпухов)
Храм Всех Святы́х (Всехсвя́тская це́рковь) — православный храм в городе Серпухове Московской области. Расположен на Всехсвятском городском кладбище.

## История
История Храма Всех Святых начинается в 1854 году с прошения общественности о разрешении на строительство храма для главного городского кладбища, на котором в течение семидесяти лет ведутся погребения умерших жителей. В прошении указывается о том, что источником финансирования должны стать пожертвования, начало которым в размере 10 тысяч рублей положил почетный гражданин, купец первой гильдии Николай Максимович Коншин. Указ о разрешении строительства был получен 11 сентября 1858 года. Строительство осуществлялось на месте бывшей часовни в течение 12 лет и завершилось в 1870 году. На создание колокольни средств не хватило. Колокольня возводится по отдельному прошению с 19 июня 1875 по 23 декабря 1875 года.
Храм закрыт в 1928 году, венчания разрушены. Долгое время использовался в качестве склада, была снесена верхняя часть колокольни, на которой разместили антенну. В 1995 году церковь возвращена верующим. В подклете устроен храм в честь святого Иоанна Кронштадтского.

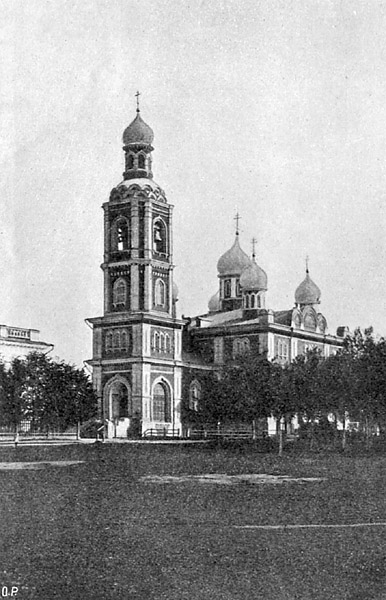
Храм Всех святых в 1905 году. Вид с юго-запада.

## Архитектурные особенности
Здание представляет собой каменный пятиглавый храм в русско-византийском стиле по проекту Казимира Викентьевича Гриневского, имеет высокую колокольню. Для данной церкви характерно подражание древнему русскому зодчеству, часть деталей имеет общие черты с московским Храмом Христа Спасителя, в частности килевидные завершения наличников окон и кокошники. По некоторым источникам, колокольня имеет сходство с несохранившейся колокольней московского храма святых Космы и Дамиана в Столешниках.
В Храме имелись престолы: Всехсвятский (главный), придел во имя иконы Божией Матери «Взыскание погибших», придел святого великомученика Никиты.

## Духовенство
- Настоятель храма — протоиерей Владимир Андреев
- Священник Андрей Иванов
- Священник Андрей Приставкин[3]